# Рендзины-Борек
Рендзи́ны-Бо́рек (пол. Rędziny-Borek) — село в Польше в сельской гмине Слабошув Мехувского повета Малопольского воеводства.
Село располагается в 8 км от административного центра гмины села Слабошув, в 10 км от административного центра повета города Мехув и в 39 км от административного центра воеводства города Краков.
В 1975—1998 годах село входило в состав Келецкого воеводства.